# Fausta Labia
Fausta Labia (né le 3 avril 1870 à Vérone et morte le 6 octobre 1935 à Rome) est une soprano italienne d'opéra, active principalement de 1892 à 1908. 
Elle fait ses débuts à Naples en avril 1892 dans le rôle de Valentine dans Les Huguenots de Giacomo Meyerbeer. Après des engagements à l'Opéra royal de Stockholm (1893-1895) et à Lisbonne (1896), elle retourne en Italie où elle se produit d'abord à Turin, Rome et Bologne. Par la suite, elle se produit notamment dans le rôle-titre d'Iris de Pietro Mascagni à La Fenice de Venise (1900) et dans celui de Sieglinde dans La Walkyrie de Richard Wagner à La Scala de Milan (1901).